# Steven Lopez
Steven Lopez (* 9. November 1978 in New York City, New York) ist ein US-amerikanischer Taekwondoin, der 2000 und 2004 jeweils Olympiasieger wurde. Mit fünf in Folge gewonnenen Weltmeistertiteln zählt er damit zu den erfolgreichsten Taekwondo-Kämpfern.

## Leben und Karriere
Seine Eltern Julio und Ondina Lopez emigrierten 1973 aus Nicaragua in die Vereinigten Staaten, fünf Jahre später kam Steven Lopez zur Welt. Er machte 1997 seinen Schulabschluss an der Kempner High School in Sugar Land, Texas. Seine Geschwister Mark, Diana und Jean Lopez waren ebenfalls alle Mitglieder der US-amerikanischen Nationalmannschaft im Taekwondo.
Im April 2005 errangen Steven und seine beiden Geschwister Diana und Mark bei den Weltmeisterschaften in Madrid einen WM-Titel. Ihr Bruder Jean fungierte dabei als ihr Trainer. Lopez gewann von 2001 bis 2009 fünfmal in Folge den WM-Titel in seiner jeweiligen Gewichtsklasse. 2000 und 2004 wurde er zudem Olympiasieger, 2008 gewann er olympisches Bronze. Bei den Panamerikanischen Spielen sicherte er sich 1999 und 2003 ebenfalls jeweils eine Goldmedaille.
Im Januar 2006 wurde López positiv auf die verbotene Substanz L-Methamphetamin getestet, die nach seinen Angaben aus einem rezeptfreien Dampf-Inhalator stammte, den er verwendete. López akzeptierte eine dreimonatige Sperre und nahm an einem Anti-Doping-Aufklärungsprogramm teil.

## Anschuldigungen wegen sexuellen Fehlverhaltens und sexueller Übergriffe
Am 8. Juni 2017 veröffentlichte USA Today einen Artikel, in dem es hieß, dass López der sexuellen Nötigung und der Verabreichung von Betäubungsmitteln an verschiedenen Sportlerinnen beschuldigt wurde. Die Anschuldigungen führten ein sich wiederholendes Verhaltensmuster des Missbrauchs durch López und dessen Bruder Jean Lopez an. Sowohl López als auch sein Bruder wurden von der US-amerikanischen Taekwondo Union mit einer vorläufigen Suspendierung belegt, die sie von der Teilnahme an internationalen Taekwondo-Wettkämpfen ausschloss. Lopez erhob Einspruch. Insgesamt meldeten sich sechs Frauen, die angaben, von Lopez sexuell missbraucht worden zu sein.
Im Dezember 2002 hob das Internationale Sportschiedsgericht (CAS) die lebenslange Sperre wegen sexuellen Missbrauchs gegen Steven Lopez, seinen Bruder und seinen Trainer auf. Das CAS befand, dass die Anklage des Taekwondo-Weltverbands auf dessen Ethikkodex von 2011 beruhte. Da die Vorfälle, die den Brüdern vorgeworfen werden, jedoch vor 2011 stattgefunden haben sollen, hätte der Kodex laut CAS nicht angewendet werden dürfen.